# Web3

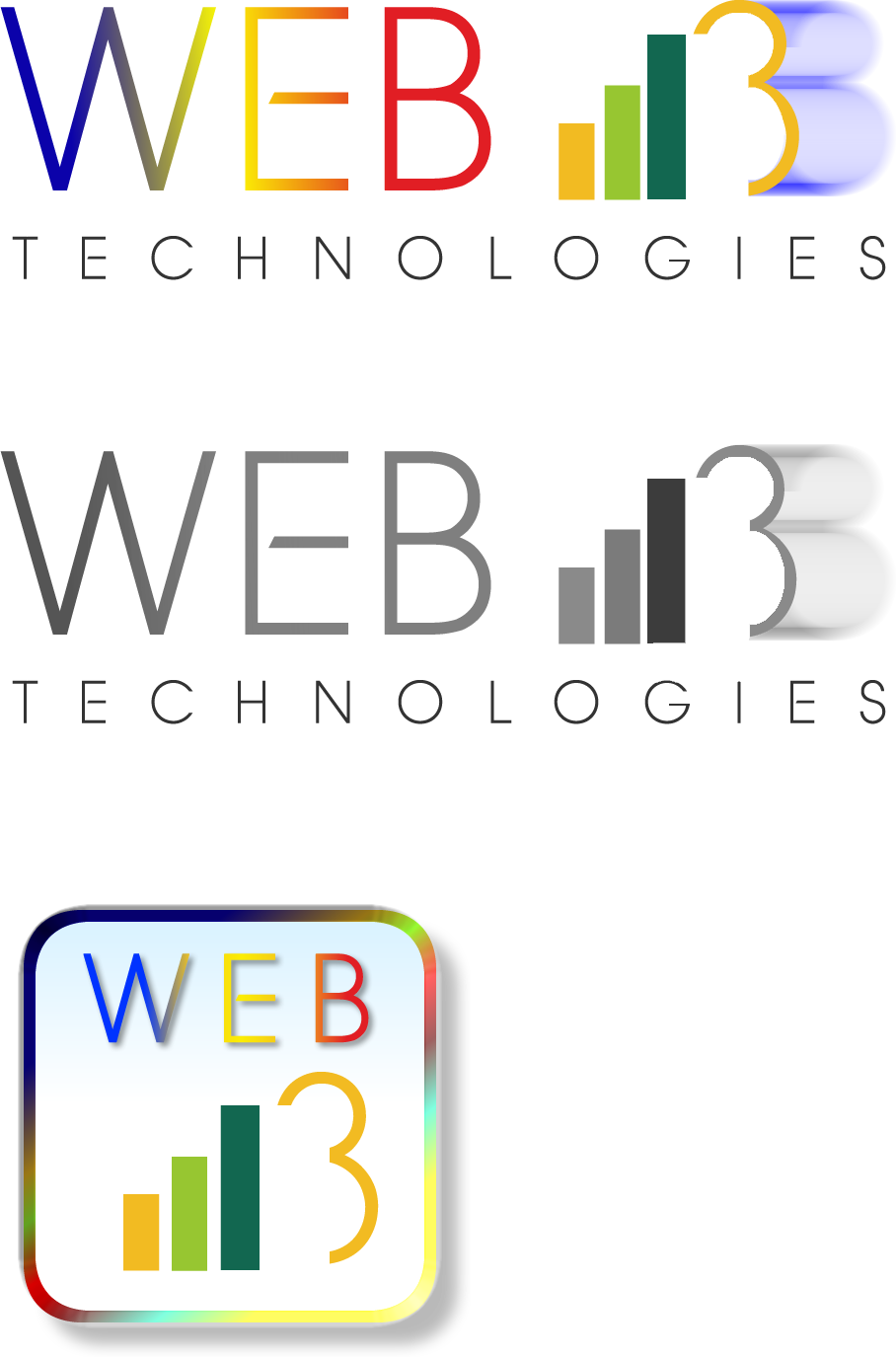
Logo e ícone originais criados para ilustrar a web3.

Web3 (também conhecido como Web 3.0 e às vezes chamado como web3) é uma ideia para uma nova iteração da World Wide Web baseada na tecnologia blockchain, que incorpora conceitos como descentralização e economia baseada em tokens. Alguns tecnólogos e jornalistas o compararam com a Web 2.0, onde dizem que os dados e o conteúdo são centralizados em um pequeno grupo de empresas às vezes chamado de " Big Tech ". O termo "Web3" foi cunhado em 2014 pelo cofundador da Ethereum, Gavin Wood, e a ideia ganhou interesse pelos entusiastas de criptomoedas em 2021, grandes empresas de tecnologia e empresas de capital de risco.
Alguns especialistas argumentam que a web3 fornecerá maior segurança com os dados, escalabilidade e privacidade para os usuários e combaterá a influência de grandes empresas de tecnologia. Outros levantaram preocupações sobre uma web descentralizada, citando o potencial de baixa moderação e a proliferação de conteúdo nocivo, a centralização da riqueza para um pequeno grupo de investidores e indivíduos, ou uma perda de privacidade devido a coleção de dados. Outros, como Elon Musk e Jack Dorsey, argumentaram que a web3 atualmente serve apenas como um buzzword.

## Outras webs
Web 1.0 e Web 2.0 referem-se as eras da história da World Wide Web à medida que evoluiu através de várias tecnologias e formatos. A Web 1.0 refere-se aproximadamente ao período de 1991 a 2004, onde a maioria dos sites eram páginas estáticas e a grande maioria dos usuários eram consumidores, não produtores de conteúdo. A Web 2.0 é baseada na ideia de "a web como plataforma" e baseia-se no conteúdo criado pelo usuário enviado para fóruns, mídia social e serviços de rede, blogs e wikis, entre outros serviços. A Web 2.0 é geralmente considerada como tendo começado por volta de 2004 e continua até os dias atuais.

## Terminologia
Web3 é diferente do conceito de 1999 de Tim Berners-Lee para uma web semântica. Em 2006, Berners-Lee descreveu a web semântica como um componente da Web 3.0, que é diferente do termo Web3 em contextos de blockchain.
O termo "Web3" foi cunhado pelo fundador da Polkadot e cofundador da Ethereum, Gavin Wood, em 2014, referindo-se a um "ecossistema online descentralizado baseado em blockchain". Em 2021, a ideia da Web3 ganhou popularidade. O interesse particular aumentou no final de 2021, em grande parte devido ao interesse de entusiastas de criptomoedas e investimentos de tecnólogos e empresas de alto nível. Executivos da empresa de capital de risco Andreessen Horowitz viajaram para Washington, DC, em outubro de 2021, para fazer lobby pela ideia como uma solução potencial para questões sobre a regulamentação da web, com as quais os formuladores de políticas têm lidado.
Alguns escritores que se referem ao conceito descentralizado geralmente conhecido como "Web3" usaram o termo "Web 3.0", levando a alguma confusão entre os dois conceitos. Além disso, algumas visões da Web3 também incorporam ideias relacionadas à web semântica.

## Conceito
Visões específicas para Web3 diferem, e o termo foi descrito pela Bloomberg como "nebuloso", mas giram em torno da ideia de descentralização e muitas vezes incorporam tecnologias blockchain, como várias criptomoedas e tokens não fungíveis (NFTs). A Bloomberg descreveu a Web3 como uma ideia que "construiria ativos financeiros, na forma de tokens, no funcionamento interno de quase tudo que você faz online". Algumas visões são baseadas no conceito de organizações autônomas descentralizadas (DAOs). Finanças descentralizadas (DeFi) é outro conceito-chave; nele, os usuários trocam moeda sem envolvimento do banco ou do governo. A identidade auto-soberana permite que os usuários se identifiquem sem depender de um sistema de autenticação como o OAuth, no qual uma parte confiável precisa ser alcançada para avaliar a identidade. Estudiosos de tecnologia argumentaram que a Web3 provavelmente funcionaria em conjunto com sites da Web 2.0, com sites da Web 2.0 provavelmente adotando tecnologias Web3 para manter seus serviços relevantes.

## Recepção
Tecnólogos e jornalistas descreveram a Web3 como uma possível solução para as preocupações sobre a centralização excessiva da web em algumas empresas "Big Tech". Alguns expressaram a noção de que a Web3 poderia melhorar segurança, escalabilidade e privacidade dos dados além do que é atualmente possível com as plataformas Web 2.0. A Bloomberg afirma que os céticos dizem que a ideia "está longe de provar seu uso além de aplicativos de nicho, muitos deles ferramentas destinadas a traders de criptomoedas". O New York Times informou que vários investidores estão apostando US$ 27 bilhões que a Web3 "é o futuro da internet".
Algumas empresas da Web 2.0, incluindo Reddit e Discord, exploraram a incorporação de tecnologias da Web3 em seus serviços. Em 8 de novembro de 2021, o CEO Jason Citron twittou uma captura de tela sugerindo que o Discord poderia estar explorando a integração de carteiras de criptomoedas em sua plataforma. Dois dias depois, e após uma forte reação dos usuários, a Discord anunciou que não tinha planos de integrar tais tecnologias e que era um conceito apenas interno que havia sido desenvolvido em um hackathon em toda a empresa.
Alguns juristas citados pelo The Conversation expressaram preocupação com a dificuldade de regular uma web descentralizada, que, segundo eles, pode dificultar a prevenção de crimes cibernéticos, assédio online, discurso de ódio e disseminação de imagens de abuso infantil. Mas, o site de notícias também afirma que "(web descentralizada) representa as visões ciber-libertárias e as esperanças do passado de que a internet pode capacitar as pessoas comuns ao quebrar as estruturas de poder existentes". Alguns outros críticos da Web3 veem o conceito como parte de uma bolha de criptomoedas, ou como uma extensão de tendências baseadas em blockchain que consideram exageradas ou prejudiciais, principalmente NFTs. Alguns críticos levantaram preocupações sobre o impactos ambientais das criptomoedas e NFTs. As criptomoedas variam em eficiência, com a prova de participação tendo sido projetada para consumir menos energia do que a prova de trabalho mais amplamente utilizada, embora haja desacordo sobre o quão seguro e descentralizado isso é na prática. Outros expressaram crenças de que a Web3 e as tecnologias associadas são um esquema de pirâmide.
Jack Dorsey, cofundador e ex-CEO do Twitter, descartou a Web3 como um "brinquedo para os capitais de risco". Dorsey opinou que a Web3 não democratizará a internet, mas transferirá o poder de players como o Facebook para fundos de capital de risco como Andreessen Horowitz.
Em 14 de dezembro de 2021, a engenheira de software Molly White lançou o "Web3 Is Going Just Great", um site que documenta "golpes, esquemas e truques proeminentes" envolvendo criptomoedas e Web3.

### Palavra de ordem
Liam Proven, escrevendo para The Register, conclui que Web3 é "um mito, um conto de fadas. É o que os pais contam a seus filhos à noite se quiserem que eles cresçam e se tornem economistas."
Em 2021, o CEO da SpaceX e da Tesla, Elon Musk, expressou ceticismo sobre a Web3 em um tweet, dizendo que a Web3 "parece mais chavão de marketing do que realidade agora".
Em novembro de 2021, James Grimmelmann, da Universidade Cornell, referiu-se ao Web3 como vaporware, chamando-o de "uma internet futura prometida que corrige todas as coisas que as pessoas não gostam na internet atual, mesmo quando é contraditória". E também argumentou que mover a internet para uma infraestrutura focada em blockchain centralizaria e causaria mais coleta de dados em comparação com a internet atual.
Stephen Diehl, engenheiro e blogueiro do Reino Unido, descreveu a Web3 em um post de blog como uma "campanha de marketing insípida que tenta reformular as associações negativas do público de ativos criptográficos em uma narrativa falsa sobre a interrupção da hegemonia da empresa de tecnologia herdada".

### Não descentralizado
Kevin Werbach, autor de The Blockchain and the New Architecture of Trust, disse que "muitas soluções chamadas 'web3' não são tão descentralizadas quanto parecem, enquanto outras ainda precisam mostrar que são escaláveis, seguras e acessíveis. suficiente para o mercado de massa", acrescentando que isso "pode mudar, mas não é certo que todas essas limitações serão superadas".
No início de 2022, Moxie Marlinspike, criadora do Signal, articulou como a Web3 não é tão descentralizada quanto parece, principalmente devido à consolidação no campo de criptomoedas, inclusive em interfaces de programação de aplicativos blockchain que atualmente é controlada principalmente pelas empresas Alchemy e Infura, exchanges de criptomoedas que são dominadas principalmente por Binance, Coinbase, MetaMask e OpenSea, e o mercado de stablecoin que atualmente é dominado por Tether. Marlinspike também comentou que a nova teia se assemelha à velha teia.